# Ганіно (Калінінградська область)
Ганіно (рос. Ганино) — селище Черняховського району, Калінінградської області Росії. Входить до складу Каменського сільського поселення.
Населення —  0 осіб (2015 рік). 

## Населення
| 2002 | 2010 |
| ---- | ---- |
| 1    | ↘0   |